# Jan Adam Siewierski
Jan Adam Siewierski herbu Ogończyk – skarbnik ostrzeszowski, cześnik ostrzeszowski.

## Życiorys
Jan Adam Siewierski pochodził ze szlacheckiego rodu Siewierskich herbu Ogończyk. W latach 1736–1744 sprawował urząd skarbnika ostrzeszowskiego. W 1744 roku otrzymał awans na urząd cześnika ostrzeszowskiego sprawując go do swojej śmieci w 1754 r. Siewierski był dziedzicem Olszowej.